# Lettres du Sahara
Pour plus de détails, voir Fiche technique et Distribution.
Lettres du Sahara (titre original : Lettere dal Sahara) est un film italien réalisé par Vittorio De Seta, sorti en 2006.
C'est un docu-fiction dont le nom fait référence aux articles-reportage consacrés à l’Afrique par Alberto Moravia et publiés entre 1975 et 1981.

## Synopsis
L'histoire d'Assane, un garçon sénégalais immigré clandestin à Lampedusa. Assane poursuit sa route en trouvant des emplois clandestins à Florence puis à Turin.
Après avoir trouvé un emploi régulier dans une usine et obtenu un titre de séjour, il se rend compte que le seul moyen de s'intégrer est de renoncer à sa culture d'origine.

## Fiche technique
Sauf indication contraire, les informations mentionnées dans cette section peuvent être confirmées par la base de données cinématographiques IMDb,  présente dans la section « Liens externes ».
- Titre français : Lettres du Sahara[2] ou Lettre du Sahara[3],[4]
- Titre original italien : Lettere dal Sahara[5]
- Réalisation : Vittorio De Seta
- Scénario : Vittorio De Seta
- Photographie : Antonio Grambone
- Montage : Marzia Mete
- Musique : Ismaël Lô, Mario Tronco, Orchestra di piazza Vittorio
- Décors : Fiorella Cicolini
- Costumes : Fabio Angelotti
- Maquillage : Edi Rossello, Nadia Ferrari
- Effets spéciaux : Franco Galiano, Paolo Galiano
- Producteurs : Vittorio De Seta, Donatella Palermo (it)
- Producteur exécutif : Agnese Fontana
- Société de production : A.S.P., Metafilm
- Pays d'origine :  Italie
- Langues de tournage : italien, wolof, arabe, français
- Format : Couleurs - 1,78:1
- Genre : Film dramatique
- Durée : 123 minutes (2 h 3[5])
- Dates de sortie : 
  -  Italie : 31 août 2006 (Mostra de Venise 2006) ; 1er septembre 2006
  -  France : 2 février 2007 (Rencontres Cinéma de Manosque)

## Distribution
- Djibril Kébé (it) : Assane
- Paola Ajmone Rondo : Caterina
- Stefano Saccotelli (it) : don Sandro
- Madawass Kébé : Makhtar
- Fifi Cisse : Salimata
- Thierno Ndiaye : Le professeur
- Luca Barbeni : Luca